# Droga I/17 (Czechy)
Droga krajowa 17 (cz. Silnice I/17) – droga krajowa w środkowych Czechach biegnąca od skrzyżowania z drogą krajową nr 38 w Čáslavie przez Chrudim do  drogi krajowej nr 35 w rejonie miasta Vysoké Mýto. W Chrudimie przez ok. 2 km. biegnie wspólnym śladem z drogą krajową nr 37.